# Al-Ahli SFC
Al-Ahli Saudi Football Club (arabisk: النادي الأهلي السعودي) er en saudiarabisk fodboldklub fra Jeddah. Klubben spiller på nuværende tidspunkt i Saudi Pro League, den bedste række i Saudi-Arabien.